# Gerhard Geldenhauer
Gerhard Geldenhauer (alias Gerhardus Noviomagus , né en 1482 à Nimègue; † 10 janvier 1542 à Marbourg) est un humaniste et théologien luthérien.

## Biographie
Geldenhauer étudie à Louvain où il s'enthousiasme pour l'humanisme d'inspiration érasmienne. Il fait successivement la connaissance de Hinne Rode à Deventer, de Jakob Propst à Brême et de Johann Pelt à Brunswick. Il est couronné poeta laureatus par l'empereur Maximilien. Entré dans les ordres, il devient lecteur et secrétaire de Charles Quint, puis conseiller de Philippe de Bourgogne à Utrecht.
À la mort de son protecteur, il rejoint Martin Luther, Philippe Mélanchthon et Andreas Bodenstein à Wittemberg, et repart prêcher la Réforme aux Pays-Bas. En 1526, il est chassé de sa chaire de Tiel et parcourt ensuite les villes réformées d'Allemagne méridionale.
À Strasbourg il est accueilli par Martin Bucer, qui le recommande pour l'université de Marbourg, afin qu'il y reprenne la chaire de François Lambert d’Avignon (1534–1542). Il se brouille avec son maître Érasme de Rotterdam (qui le surnomme Vultur: vautour), mais conserve des liens solides avec d'autres humanistes.
Dans ses écrits comme dans ses actes, il fit toujours preuve de modération, particulièrement envers les anabaptistes. Geldenhauer contresigna la Confession d'Augsbourg et fut envoyé aux conciles de Haguenau et de Worms par le landgrave Philippe de Hesse. Johann Draconites prononça son oraison funèbre.
Son fils est Gerhard Eobanus Geldenhauer.

## Œuvres
Il composa en 1530 l'un des premiers livres sur l'histoire des Pays-Bas : Historia Batavica, ex optimis quibusque autoribus. Cum nonnullis aliis ... antehac non visis. (imprimé entre autres à Cologne en 1541 par Eucharius Hirtzhorn, alias « Cervicornus »).